# Martin Kree
Martin Kree (Wickede, 27 de janeiro de 1965) é um ex-futebolista alemão que atuava como zagueiro.

## Carreira
Kree foi descoberto no TuS Wickede, equipe de sua cidade natal, onde jogou até 1980, quando se mudou para o Bochum. Jogou nas categorias de base até 1983, sendo promovido ao time B, que disputava a Oberliga da Vestfália. Mesmo jogando como zagueiro, se destacou ao marcar 12 gols na temporada 1988–89, que foi também sua última como atleta dos Unabsteigbaren. Somando as participações na Bundesliga e na Copa da Alemanha, atuou em 181 partidas e marcou 29 gols.
Passou ainda 5 temporadas no Bayer Leverkusen (onde venceu a Copa da Alemanha de 1992–93) antes de ser contratado pelo Borussia Dortmund em 1994. Na equipe aurinegra, disputou 8 jogos na campanha do título da Liga dos Campeões da UEFA de 1996–97 (6 como titular e 2 como reserva utilizado), e também foi relacionado para a Copa Intercontinental, mas não entrou em campo na vitória sobre o Cruzeiro.
O zagueiro encerrou a carreira ao final da temporada 1997–98, aos 33 anos, com 401 jogos na Bundesliga (69º no geral e 55º entre os jogadores de linha, empatado com o ex-goleiro Rüdiger Vollborn, com quem atuou no Bayer Leverkusen) e marcou 58 gols.

## Seleção Alemã
Não chegou a ser convocado para a seleção principal da Alemanha, tendo atuado 5 vezes pela equipe Sub-21, entre 1984 e 1985. Ele ainda jogou uma partida pelo time B, em 1986.

## Estatísticas
| Clube             | Temporada      | Liga           | Liga     | Liga | Copa     | Copa | Europa   | Europa | Total    | Total |
| Clube             | Temporada      | Divisão        | Partidas | Gols | Partidas | Gols | Partidas | Gols   | Partidas | Gols  |
| ----------------- | -------------- | -------------- | -------- | ---- | -------- | ---- | -------- | ------ | -------- | ----- |
| Bochum II         | 1983–84        | Oberliga       |          |      | –        | –    | –        | –      |          |       |
| Bochum            | 1983–84        | Bundesliga     | 7        | 1    | 1        | 0    | –        | –      | 8        | 1     |
| Bochum            | 1984–85        | Bundesliga     | 27       | 2    | 3        | 0    | –        | –      | 30       | 2     |
| Bochum            | 1985–86        | Bundesliga     | 33       | 2    | 5        | 0    | –        | –      | 38       | 2     |
| Bochum            | 1986–87        | Bundesliga     | 32       | 4    | 1        | 0    | –        | –      | 33       | 4     |
| Bochum            | 1987–88        | Bundesliga     | 32       | 7    | 4        | 1    | –        | –      | 36       | 8     |
| Bochum            | 1988–89        | Bundesliga     | 33       | 12   | 3        | 0    | –        | –      | 36       | 12    |
| Bochum            | Total          | Total          | 164      | 28   | 17       | 1    | 0        | 0      | 181      | 29    |
| Bayer Leverkusen  | 1989–90        | Bundesliga     | 34       | 7    | 2        | 0    | –        | –      | 36       | 7     |
| Bayer Leverkusen  | 1990–91        | Bundesliga     | 32       | 2    | 2        | 1    | 6        | 0      | 40       | 3     |
| Bayer Leverkusen  | 1991–92        | Bundesliga     | 38       | 9    | 5        | 0    | –        | –      | 43       | 9     |
| Bayer Leverkusen  | 1992–93        | Bundesliga     | 34       | 4    | 7        | 2    | –        | –      | 41       | 6     |
| Bayer Leverkusen  | 1993–94        | Bundesliga     | 18       | 0    | 3        | 1    | 4        | 0      | 25       | 1     |
| Bayer Leverkusen  | Total          | Total          | 156      | 22   | 19       | 4    | 10       | 0      | 185      | 26    |
| Borussia Dortmund | 1994–95        | Bundesliga     | 24       | 1    | 1        | 0    | 7        | 0      | 32       | 1     |
| Borussia Dortmund | 1995–96        | Bundesliga     | 23       | 0    | 3        | 0    | 5        | 1      | 31       | 1     |
| Borussia Dortmund | 1996–97        | Bundesliga     | 21       | 0    | 0        | 0    | 8        | 0      | 29       | 0     |
| Borussia Dortmund | 1997–98        | Bundesliga     | 13       | 0    | 2        | 1    | 4        | 0      | 19       | 1     |
| Borussia Dortmund | Total          | Total          | 81       | 1    | 6        | 1    | 24       | 1      | 111      | 3     |
| Total de jogos    | Total de jogos | Total de jogos | 401      | 51   | 42       | 6    | 34       | 1      | 477      | 58    |

## Títulos
Borussia Dortmund
- Bundesliga: 1994–95, 1995–96
- Supercopa da Alemanha: 1995, 1996
- Liga dos Campeões da UEFA: 1996–97[2]
- Copa Intercontinental: 1997

Bayer Leverkusen
- Copa da Alemanha: 1992–93